# Podocarpus elatus
Podocarpus elatus là một loài thực vật hạt trần trong họ Thông tre. Loài này được R.Br. ex Endl. miêu tả khoa học đầu tiên năm 1847. Đây là loài đặc hữu ở bờ biển phía đông nước Úc, miền đông New South Wales và miền đông Queensland. Kích thước trung bình của một cây xanh lớn có thể đạt đến 30-36 mét, đường kính thân cây lên đến 1,5 mét. 